# Tsiningia
Tsiningia è una città e comune del Madagascar situata nel distretto di Boriziny, regione di Sofia. 
La popolazione del comune rilevata nel censimento 2001 era pari a 15 735 unità.